# اسپاندرال‌های سن مارکو و پارادایم پانگلوسی
اسپاندرل‌های سن مارکو و پارادایم پانگلوسی: نقدی بر برنامه انطباق‌گرایانه (به انگلیسی: The Spandrels of San Marco and the Panglossian Paradigm: A Critique of the Spandrels paper)، همچنین با عنوان «برنامه سازگاری» (Adaptationist Programme) نیز شناخته می‌شود، مقاله‌ای است از زیست‌شناسان فرگشتی استیون جی گولد و ریچارد لوونتین، که در سال ۱۹۷۹، در مجموعه مقالات انجمن سلطنتی B: علوم زیستی منتشر شده‌است. این مقاله با استفاده از دو استعاره، مکتب فکری سازگاری‌گرایی را که در آن زمان در زیست‌شناسی تکاملی رایج بود، مورد انتقاد قرار می‌دهد: استعاره اسپندرال‌ها در کلیسای سینت مارک، کلیسای جامعی در ونیز، ایتالیا، و استعاره شخصیت خیالی «پانگ گلوس» در رمان کاندید ولتر. این مقاله اولین مقاله‌ای بود که از اصطلاح معماری «اسپاندرال» در زمینه بیولوژیکی استفاده کرد. اصطلاح اسپاندرال از آن زمان در زیست‌شناسی برای اشاره به محصولات جانبی سازگاری رایج شد.

## زمینه

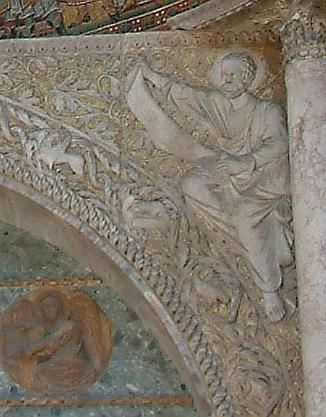
اسپندرال‌ها در کلیسای سینت مارکو که الهام‌بخش یکی از استعاره‌های اصلی مقاله هستند.

اسپاندرال‌های سن مارکو و پارادایم پانگلوسی در ابتدا، در سال ۱۹۷۸ نوشته شد و در آن سال گولد آن را به‌عنوان سخن‌رانی برای انجمن سلطنتی ارائه کرد. گولد کمی قبل از نوشتن مقاله از کلیسای جامع سینت مارک بازدید کرده بود. مقاله منتشرشده، گولد و لوونتین را به‌عنوان نویسنده فهرست می‌کند. با این حال، در مصاحبه‌ای در سال ۲۰۱۵، لوونتین گفت که گولد بیش‌تر مقاله را نوشته‌است و او سهم کم‌تری در آن داشته‌است.

## سبک
خود گولد از این مقاله به‌عنوان یک «نظر» یاد کرده‌است، زیرا بر خلاف اکثر مقالات علمی، این مقاله بر اساس بررسی ادبیات یا پیشینه پژوهش و داده‌های تجربی نبوده‌است. این مقاله به سبکی تحریک‌آمیز و ادبی نوشته شده بود که غیرمعمول بود. دیوید سی کولر این مقاله را «یک نظر، یک بحث، یک مانیفست و یک شاهکار بلاغی» توصیف کرد.